# ドロシー・ギッシュ
ドロシー・ギッシュ（Dorothy Gish、本名：Dorothy Elizabeth Gish、1898年3月11日 - 1968年6月4日）は、アメリカ合衆国の女優。

## 経歴
オハイオ州デイトン出身でイングランド系、ドイツ系（フランス系ドイツ人）の血を引く。女優のリリアン・ギッシュの妹。母親は女優。友人だったメアリー・ピックフォードに映画監督のD・W・グリフィスを紹介され、姉のリリアンと共に多くのサイレント映画で活躍した。

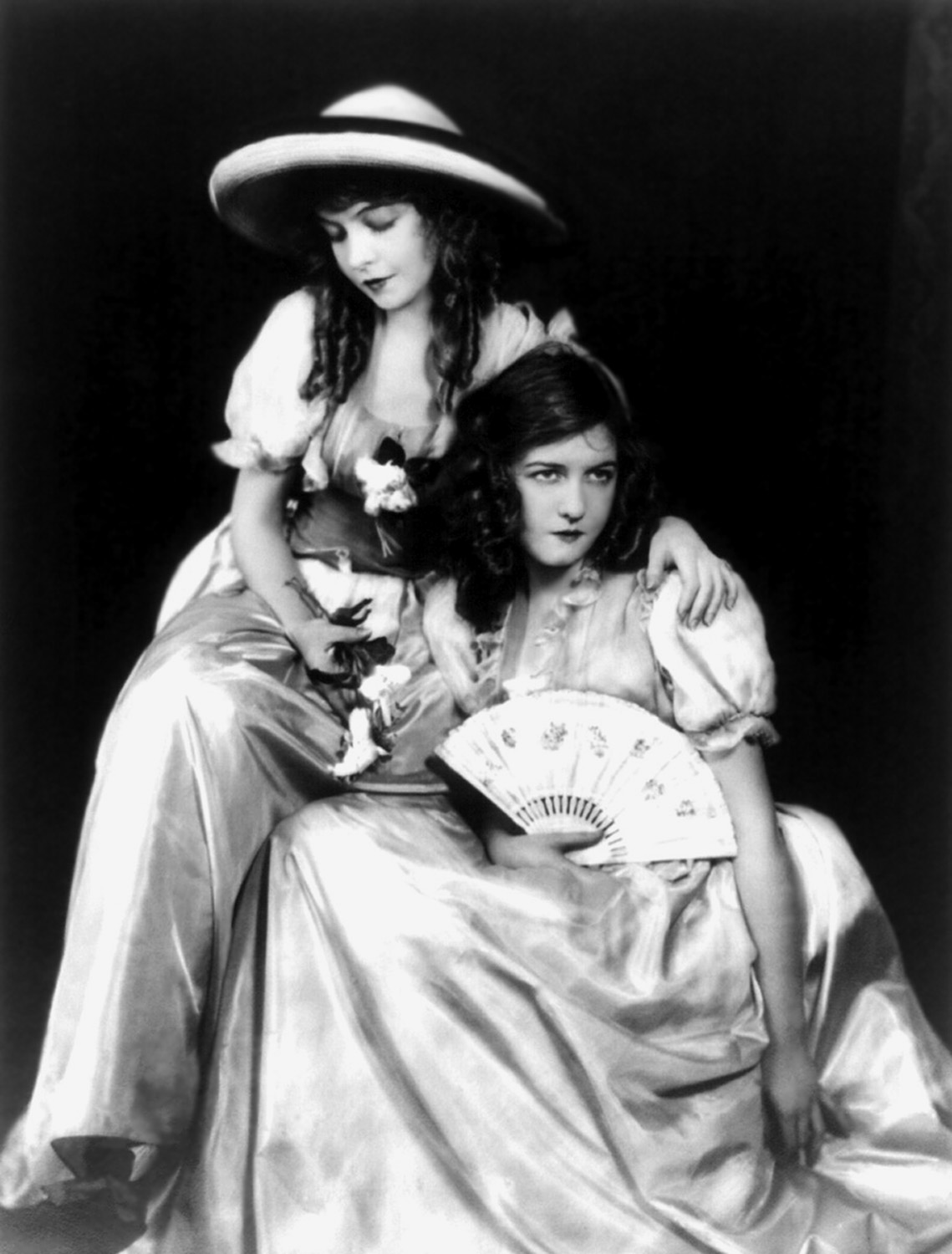
右がドロシー、左が姉のリリアン

ドロシーはトーキーの時代に入ると映画界を引退し、イングランドに移って舞台やラジオで活躍した。1968年、イタリアのラパッロにて気管支肺炎にて没した。

## 主な出演作品

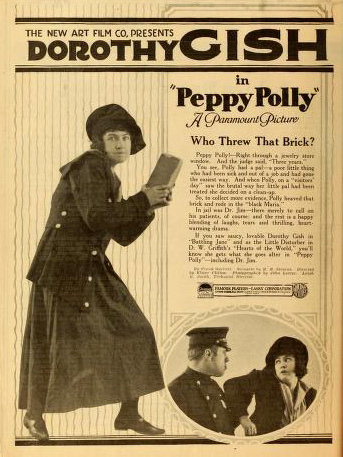
Peppy Polly (1919)

- ホーム・スイート・ホーム Home, Sweet Home (1914)
- 世界の心 Hearts of the World (1918)
- 亭主改造 Remodeling Her Husband (1920) 脚本も
- 嵐の孤児 Orphans of the Storm (1921)
- ロモラ Romola (1924)
- 枢機卿 The Cardinal (1963)